# Domaine de Kishiwada

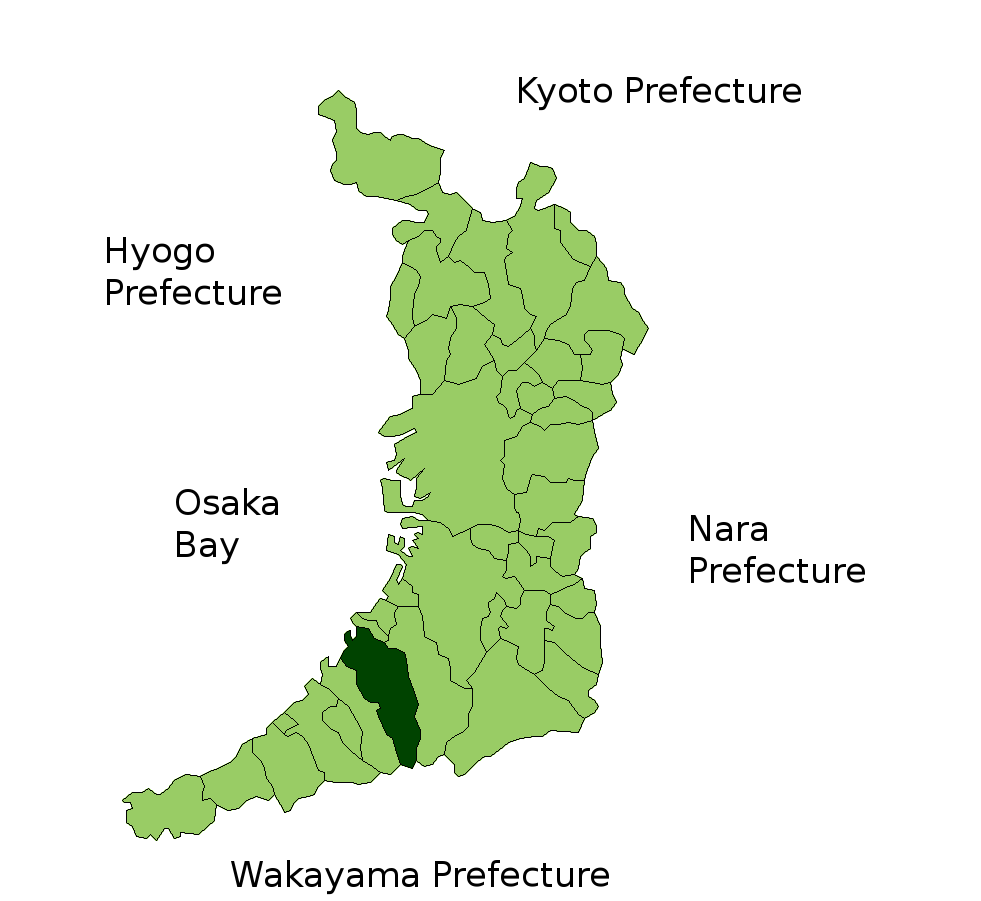
Situation de Kishiwada dans la préfecture d'Osaka.

Le domaine de Kishiwada (岸和田藩, Kishiwada-han) est un domaine féodal japonais de l'époque d'Edo situé dans la province d'Izumi.